# Jānis Vītols
Jānis Alfrēds Vītols (18 de fevereiro de 1911 — 1993) foi um ciclista letão que competia no ciclismo de estrada. Representou seu país, Letônia, nos Jogos Olímpicos de Verão de 1936 em Berlim.